# Palpimanus gibbulus
Espèce
Synonymes
- Platyscelum savignyi Audouin, 1826
- Palpimanus haematinus C. L. Koch, 1836

Palpimanus gibbulus est une espèce d'araignées aranéomorphes de la famille des Palpimanidae.

## Distribution
Cette espèce se rencontre dans le bassin méditerranéen.

## Description

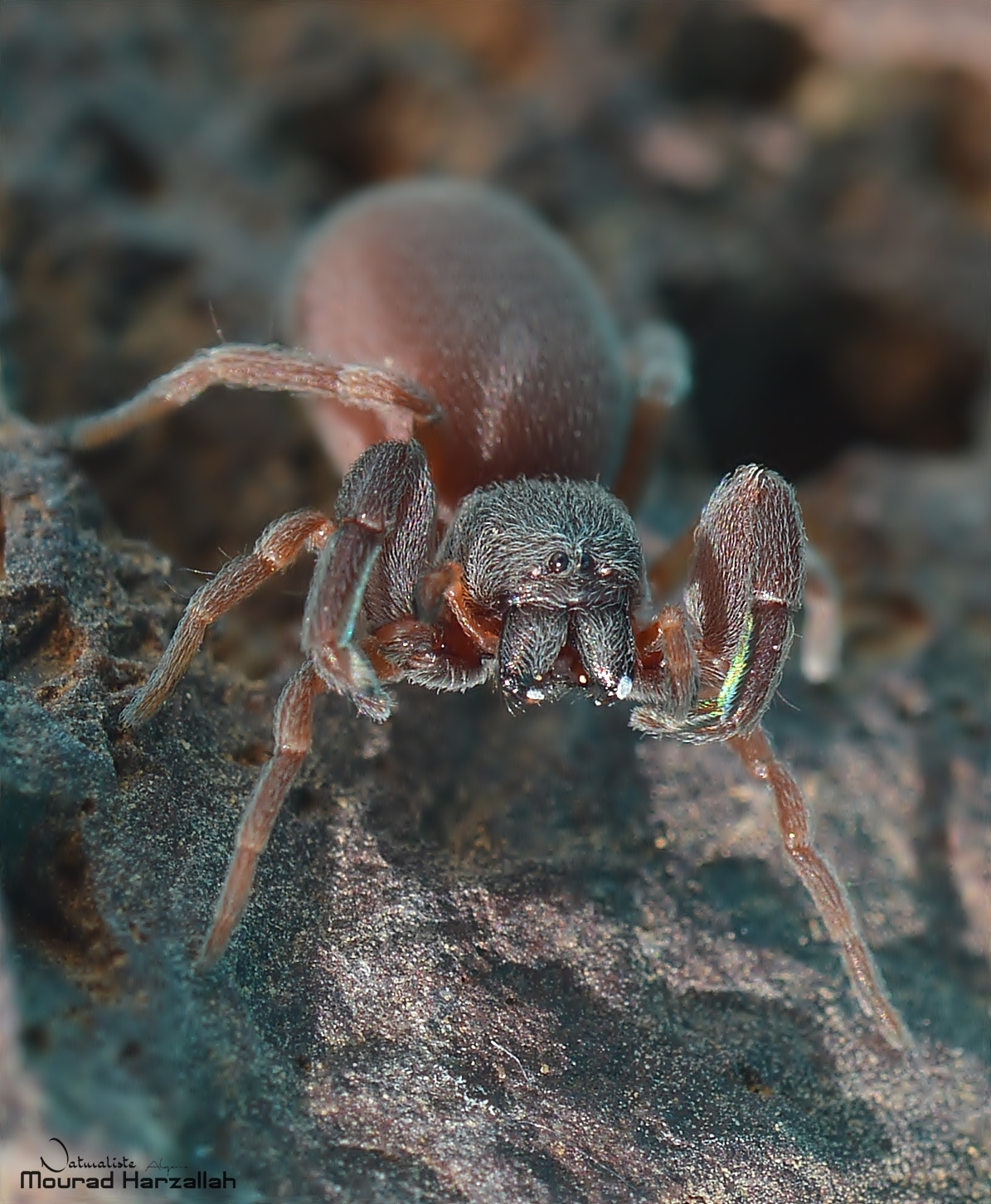
Palpimanus gibbulus

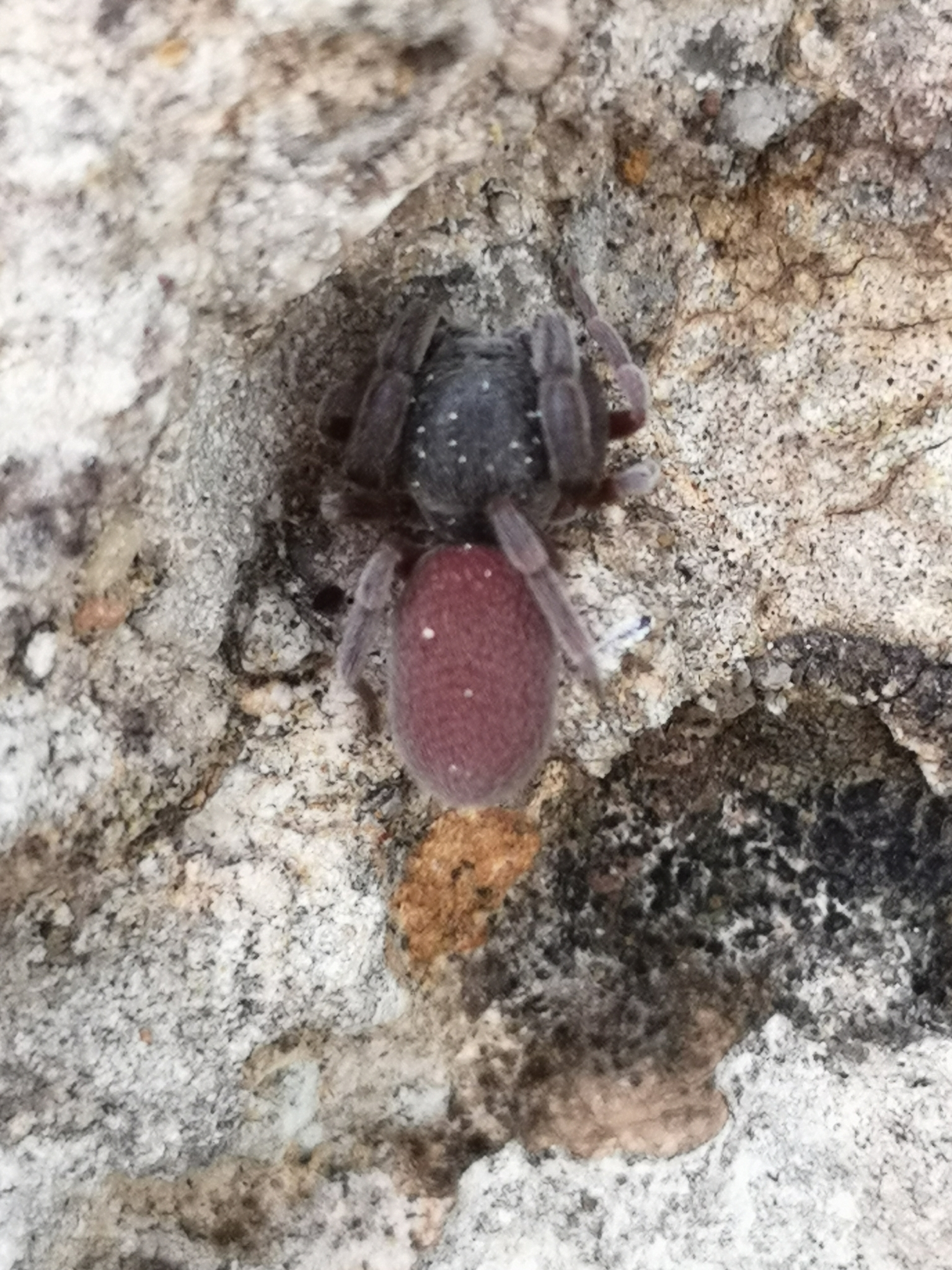
Palpimanus gibbulus

Le mâle mesure 5 mm et la femelle 6 mm.

## Systématique et taxinomie
Cette espèce a été décrite par Dufour en 1820.
Palpimanus haematinus a été placée en synonymie par Lucas en 1846.
Platyscelum savignyi a été placée en synonymie par Simon en 1873.

## Publication originale
- Dufour, 1820: « Description de six arachnides nouvelles.. » Annales générales des sciences physiques, vol. 4, p. 355-366.